# あきいちこ
あきいちこ（1984年6月9日 - ）は、日本の歌手。愛知県出身。2005年デビュー。

## 来歴
2003年より活動開始。
2004年、名古屋テレビ制作によるドラマ『ちづるぎたあ』の主題歌を担当。
2005年7月20日、1stミニアルバム「歌種」リリース。同年11月、NHK名古屋「ほっとイブニング」にゲスト出演。
2009年3月、NHK名古屋「サタ★テン」に出演。同年4月、東海テレビ「イイこと!」テーマソングを担当。
2011年6月5日、NCAホール（名古屋国際会議場）にて初ワンマンライブ「Next ONE -Prologue-」開催。チケットはSOLD OUT。
2012年3月3日、名古屋HeartLand STUDIOにてワンマンライブ「Next ONE -ACT2 しんか-」開催。チケットSOLD OUT。同日、1stアルバム「the NEXT ONEderful」リリース。
2012年9月8日、名古屋HeartLand STUDIOにて3度目のワンマンライブ「Next ONE -ACT3 陽廻り-」開催。チケットSOLD OUT。
2013年8月25日、日本テレビ系列「24時間テレビ 愛は地球を救う」チャリティーライブに出演。
2017年8月16日、ユニバーサルミュージックよりデジタル配信シングル「あなたへのうた」リリース。
2023年8月26日、代官山NOMADにて東京での初ワンマンライブ「はじめのいちこ」開催。

## ディスコグラフィー
- 歌種（2005年7月）ミニアルバム 《2007年完売》
  1. INTO THE SONG～今ここで出来る事～
  2. あお（メ〜テレ（名古屋テレビ）制作単発ドラマ『ちづるぎたあ』主題歌）
  3. 花心
  4. 愛し愛されて
  5. たとえば

- Song Song Song（2007年）
  1. 右人さし指
  2. 歌の種
  3. ありがとうも言わないうちに

- Beautiful Days/Shaking Hands/雲の行方（2009年）
  1. Beautiful Days
  2. Shaking Hands
  3. 雲の行方